# Congregação das Oblatas do Divino Coração
A Congregação das Oblatas do Divino Coração (ou, simplesmente, Oblatas do Divino Coração) é uma congregação religiosa católica que surgiu no Alentejo, no contexto do movimento de restauração da Diocese de Beja, impulsionada pelo seu fundador, o Bispo Dom José do Patrocínio Dias (1922-1965). A 15 de maio de 1926, começou a caminhada das seis jovens que foram a origem das Oblatas do Divino Coração.
Em 16 de fevereiro de 1944, o grupo estruturou-se como congregação religiosa católica, adquirindo um convento no centro da cidade de Beja, a Casa de Santa Maria, que se tornou a Casa-Mãe da futura Congregação, começando por percorrer toda a Diocese de Beja nas Missões Populares e a ter como papel essencial a pastoral paroquial e diocesana, bem como a acção social. Finalmente a 29 de dezembro de 1950 foram formalmente aprovadas pelo Vaticano as Constituições da Congregação das Oblatas do Divino Coração.
Actualmente, as Oblatas do Divino Coração mantêm o mesmo espírito e acção pastoral e social. Tendo-se despedido do serviço que realizavam há 13 anos no Santuário Nacional de Cristo Rei, em Almada, mantêm agora as suas comunidades em Beja e em Fátima.